# Владислав Бандурський
Владислав Бандурський (пол. Władysław Bandurski; 25 травня 1865, м. Сокаль, нині Львівської області — 6 березня 1932, м. Вільнюс) — польський римо-католицький релігійний діяч, діяч польського національного руху. Львівський римо-католицький єпископ-суфраган (26 вересня 1906 — 1918). Почесний громадянин Львова (1927).

## Життєпис
У 1892 році Владислав Бандурський був призначений вікарієм Станиславівської «колегіати», окрім того, викладав катехізис у школах імені Адама Міцкевича, імені королеви Софії та промисловій, а також у пансіонаті Меланії Дубровської. З катехитичною метою ксьондз Бандурський їздив селами Станиславівського деканату, а в час, коли лютувала холера, сповідував хворих та причащав помираючих. 1893 року перебрався до Львова, приєднався до польських таємних радикальних організацій і став прибічником польської національної демократії. Виступав проти політики зросійщення Холмщини, але брав участь в акціях, спрямованих на спольщення українців–уніатів цього регіону. 26 вересня 1906 року Владислав Бандурський обраний римо-католицьким єпископом-суфраганом у Львові та перебував на цій посаді до 1918 року.
23 червня 1907 року єпископ Владислав Бандурський провів обряд посвячення новозбудованого приміщення польського товариства «Сокіл» у Бучачі, а 16 вересня 1909 року — посвятив наріжний камінь під будівництво нового дому польського товариства «Сокіл» у Буську на передмісті Німецький Бік. 2 травня 1910 року освятив каплицю у Репехові і 23 червня 1912 року муровану філіальну каплицю у Старому Скалаті (нині — костел блаженого Якуба Стрепи) та заклав перший освячений камінь у підмурки майбутніх храмів: 14 травня 1911 року — костелу Внебовзяття Пресвятої Діви Марії у Кам'янці-Струмиловій, а 27 червня 1913 року — костелу святого Серця Ісусового у Ладичині (освячений 19 листопада 1922 року).
1914 року помер доктор Альфред Бужинський, власник будинків — на вулиці Вірменській, 22 та на вулиці Словацького, 18 у Львові. Покійний у своєму заповіті записав один мільйон корон для придбання п'ятиморгових ділянок для потреб колоній скаутів, а виконавцями заповіту призначив правління польського товариства «Сокіл» та єпископа Владислава Бандурського. Під час першої світової війни співпрацював із польськими легіонами Юзефа Пілсудського.

## Вшанування
10 вересня 1927 року відбулося урочисте вручення диплома «Почесного громадянина Львова» львівському римо-католицькому єпископу-суфрагану Владиславу Бандурському.
Ще за життя єпископа, наприкінці 1920-х років, одному з підрозділів польського Стрілецького союзу, що діяв на той час у Поворську на Волині, присвоєно ім'я єпископа Владислава Бандурського.
Давня площа Митна (Цлова, назва була відома вже наприкінці XVIII століття) у Львові 1933 року була перейменована на честь єпископа Владислава Бандурського та зберігала цю назву до 1945 року. У 1945—1990 роках — площа Радянська, а 1990 року повернена історична назва — площа Митна.